# Сахно Іванна Анатоліївна
Іванна Анатоліївна Сахно (англ. Ivanna Sakhno; нар. 14 листопада 1997, Київ) — українська акторка кіно та телебачення. В Україні відома завдяки ролям в ситкомі «Леся+Рома» (2005—2008), в українській біографічній стрічці «Іван Сила» (2013), голлівудському блокбастері «Тихоокеанський рубіж: Повстання» (2018), екшн-комедії «Шпигун, який мене кинув» (2018), трилері з елементами жахів «Пік страху» («Нехай сніжить») (2020) та Шин Гаті в мінісеріалі «Асока» (2023).
У 15 років Сахно разом з батьками переїхала до Лос-Анджелеса, з 2013 року там живе та працює.

## Життєпис
Іванна Сахно народилася у Києві 14 листопада 1997 року в кінородині режисерки Галини Кувівчак та оператора Анатолія Сахна. Має старшого брата Тараса (Тар Сахно), засновника наукового напрямку "Концептологія"  та продюсера діджиталізованого мистецтва.
У дитинстві Іванна Сахно мріяла стати таксисткою чи фігуристкою.
В Україні Сахно стала відомою після випадкової появи у першому частково українськомовному ситкомі «Леся+Рома» (2005—2008) та згодом у фільмі «Іван Сила» (2013).
У Голлівуді Сахно вперше заявила про себе роллю в малобюджетному фільмі Томаса Данна «Дерево тіл» (2017). У 2017 вийшов ще один малобюджетний голлівудський фільм за її участі, науково-фантастичний фільм жахів «Забрати назад не можна».
Але справжнє визнання у Голлівуді Сахно отримала у 2018 році, після виходу двох великобюджетних блокбастерів з її участю. У жовтні 2016 року Сахно отримала одну з головних ролей у блокбастері «Тихоокеанський рубіж 2» (2018), де втілила польську офіцерку на ім'я Вік. У жовтні 2017 року Сахно долучилася до акторського складу ще одного голлівудського блокбастеру «Шпигун, який мене кинув» (2018), де втілила російську найману вбивцю.
У 2019 році — членкиня журі Міжнародної конкурсної програми 10-го Одеського міжнародного кінофестивалю.
21 березня 2020 року акторка повідомила про своє захворювання на коронавірус COVID-19.
У 2020 році найбільший американський дистриб'ютор Lionsgate вперше купив для прокату фільм українського режисера (трилер «Let it snow», реж. Стас Капралов), де в головній ролі знялася Іванна Сахно.
У листопаді 2021 року було оголошено, що Сахно візьме участь у серіалі «Асока» від Disney+, що є частиною франшизи «Зоряні війни»». Того ж року вона увійшла до топ-100 найуспішніших жінок України за версією журналу «НВ».
1 травня 2024 року повідомили, що Іванна візьме участь у фільмі  «M3GAN 2.0» Перша стрічка мала успіх та зібрала $181 млн за бюджету $12 млн. 

## Сахно та Україна
Іванна Сахно під час Революції гідності підтримувала протестувальників у Києві та разом з українською діаспорою Лос-Анджелеса виходила на мітинги на підтримку України. 
2016 року на червоній доріжці Каннського кінофестивалю Сахно з'явилася з табличкою на підтримку ув'язненого в Росії українського режисера Олега Сенцова.
У червні 2017 року в інтерв'ю Сахно розповіла, що після переїзду в Америку вона змушена жити окремо від батьків і спілкуватися з ними в основному через текстові повідомлення, оскільки менеджери акторки побоюються, що в неї збережеться український акцент.
У 2022 році Сахно виступила з критикою та засудженням російського військового вторгнення в Україну.
В травні 2023 року Сахно стала однією з амбасадорів нового напряму «Освіта та наука» проєкту United24. У квітні 2024 року Іванна долучилась до краутфандінгового збору у Minesalt.

## Фільмографія

### Повнометражні фільми
| Рік  | Назва українською               | Оригінальна назва     | Мова       | Роль        | Примітки                                     |
| ---- | ------------------------------- | --------------------- | ---------- | ----------- | -------------------------------------------- |
| 2013 | Іван Сила                       | -                     | українська | Мілка       | перша роль у повнометражній художній стрічці |
| 2016 | Дерево тіл                      | The Body Tree         | англійська | Гелен       |                                              |
| 2017 | Забрати назад не можна          | Can't Take It Back    | англійська | Морґан Роуз |                                              |
| 2018 | Тихоокеанський рубіж: Повстання | Pacific Rim: Uprising | англійська | кадет Вік   |                                              |
| 2018 | Шпигун, який мене кинув         | The Spy Who Dumped Me | англійська | Надія       | ім'я в оригіналі — Nadedja                   |
| 2020 | Пік страху                      | Let It Snow           | англійська | Мія         |                                              |
| 2025 | М3ГАН 2.0                       | M3GAN 2.0             | англійська |             |                                              |

### Телебачення
| Рік       | Тип        | Назва українською                           | Оригінальна назва                           | Мова                          | Роль          | Примітки   |
| --------- | ---------- | ------------------------------------------- | ------------------------------------------- | ----------------------------- | ------------- | ---------- |
| 2005-2008 | телесеріал | Леся+Рома                                   | -                                           | українська, суржик, російська | небога Лесі   | перша роль |
| 2006      | телефільм  | Жіночі сльози                               | Женские слезы                               | російська                     | сусідка       | -          |
| 2008      | телефільм  | Вчитель музики                              | Учитель музыки                              | російська                     | Саша          | -          |
| 2008      | телефільм  | Чоловік для життя, або На шлюб не претендую | Мужчина для жизни, или На брак не претендую | російська                     | Женька        | -          |
| 2009      | телефільм  | Контракт                                    | Контракт                                    | російська                     | Соня          | -          |
| 2009      | мінісеріал | Вагома підстава для вбивства                | Веское основание для убийства               | російська                     | 12-річна Саша | -          |
| 2011      | телесеріал | Бабине літо                                 | Бабье лето                                  | російська                     | Маша          | -          |
| 2013      | мінісеріал | Фродя                                       | Фродя                                       | російська                     | Настя         | -          |
| 2016      | мінісеріал | Чорна квітка                                | Черный цветок                               | російська                     | Лєра          | -          |
| 2020      | мінісеріал | Меломанка                                   | High Fidelity                               | англійська                    | Кет Монро     | -          |
| 2023      | мінісеріал | Асока                                       | Ahsoka                                      | англійська                    | Шін Хаті      | -          |

### Музичні кліпи
| Рік  | Назва пісні    | Назва гурту | Мова       | Джерело |
| ---- | -------------- | ----------- | ---------- | ------- |
| 2016 | Bang Bang      | Green Day   | англійська | [ 28 ]  |
| 2023 | Eat Your Young | Hozier      | англійська | [ 29 ]  |

## Нагороди та номінації
| Нагороди й номінації | Нагороди й номінації | Нагороди й номінації                                             | Нагороди й номінації | Нагороди й номінації |
| Рік                  | Премія               | Номінація                                                        | Робота               | Результат            |
| -------------------- | -------------------- | ---------------------------------------------------------------- | -------------------- | -------------------- |
| 2016                 | «Телетріумф»         | Акторка телевізійного фільму / серіалу (виконавиця жіночої ролі) | «Чорна квітка»       | Перемога             |